# جيف فاريل
جيف فاريل (بالإنجليزية: Jeff Farrell) هو سباح أمريكي، (ولد في ديترويت في الولايات المتحدة 1937  م)

## روابط خارجية
- جيف فاريل على موقع الاتحاد الدولي للسباحة (الإنجليزية)
- جيف فاريل على موقع قاعة مشاهير السباحة العالمية (الإنجليزية)
- جيف فاريل على موقع أوليمبيديا (الإنجليزية)
- جيف فاريل على موقع قاعة كنساس للمشاهير الرياضية (مؤرشف) (الإنجليزية)